# Miá Miliá
Miá Miliá är en ort i Cypern.   Den ligger i distriktet Eparchía Lefkosías, i den nordöstra delen av landet, 6 km nordost om huvudstaden Nicosia. Miá Miliá ligger 92 meter över havet och antalet invånare är 4 204. Den ligger på ön Cypern.
Terrängen runt Miá Miliá är platt söderut, men norrut är den kuperad.Trakten runt Miá Miliá är tätbefolkad, med 636 invånare per kvadratkilometer. Närmaste större samhälle är Nicosia, 6,2 km sydväst om Miá Miliá. Trakten runt Miá Miliá är i huvudsak ett öppet busklandskap.